# Jacques Chirac
Jacques René Chirac (født 29. november 1932 i Paris, død 26. september 2019) var en fransk borgerlig (gaullistisk) politiker, der var Frankrigs præsident fra 1995 til 2007.
Chirac var den 5. republiks femte præsident. Den 8. maj 1995 vandt han over socialisternes Lionel Jospin. Han blev genvalgt i 2002, hvor han vandt over den højreradikale Jean-Marie Le Pen fra Front National i 2. valgrunde. Chiracs politiske og ideologiske forbillede var Charles de Gaulle (le Général), der var Frankrigs præsident umiddelbart efter 2. verdenskrig og igen 1959-1969.
Chirac har tidligere været bl.a. landbrugsminister, indenrigsminister samt premierminister 1974-1976 og 1986-1988. Chirac var desuden borgmester i Paris 1977-1995 og stifter af partiet RPR) i 2002 (nu
UMP). Chirac genopstillede ikke ved præsidentvalget i 2007.
Under festlighederne i forbindelse med Bastilledagen i 2002, forsøgte Maxime Brunerie, at affyre en kaliber 0.22 riffel mod Chirac. Han blev imidlertid afbrudt i sit forehavende af tre tilskuere, der fik ham pacificeret indtil politiet kunne nå frem.

## Uddannelse
Chirac var uddannet fra eliteskolen École Nationale d'Administration samt Institut d'Études Politique de Paris (Sciences Po).

## Udenrigspolitik
Kort efter præsidentvalget i 1995 gennemførte Chirac en række kontroversielle atomprøvesprængninger i Stillehavet. Det udløste betydelige internationale protester; i Danmark Poul Nyrup Rasmussens demonstration iført cykelhjelm.
De franske vælgeres afvisning af EU's forfatningstraktat i 2005 var et væsentligt politisk nederlag for Chirac; den lammede Frankrig på den europæiske scene.
Chirac var sammen med Tysklands kansler Gerhard Schröder blandt de mest fremtrædende modstandere af den USA-ledede invasion af Irak i 2003.